# Ноябрь 2022 года

Список событий ноября 2022 года.

## События
- 1 ноября
  - Компания SpaceX осуществила запуск сверхтяжёлой ракеты-носителя Falcon Heavy с аппаратом для нужд Космических сил США[1].
  - Новый глава Twitter Илон Маск предложил ввести платную систему верификации аккаунтов в этой соцсети[2].
  - Рэпер Takeoff был застрелен на закрытой вечеринке в Хьюстоне[3].
- 2 ноября
  - В рамках программы RoboFood учёные из Швейцарии создали частично съедобный БПЛА — часть его конструкции выполнена из продуктов питания[4].
  - В Кабуле произошёл взрыв, было взорвано транспортное средство, в котором передвигались сотрудники министерства восстановления и развития сельского хозяйства Афганистана[5].
  - Более 50 уникальных находок обнаружили учёные при раскопках кургана тесинской культуры на территории современного Шинного кладбища в Красноярске; находки из захоронения позволили восстановить погребальный обряд этого народа[6].
  - Республика Корея закрыла часть воздушных маршрутов в Японском море после ракетных пусков КНДР в целях безопасности пассажиров авиакомпаний[7].
- 3 ноября
  - В Камеруне 7 человек погибли в результате нападения бегемота[8].
  - Впервые с момента окончания операции «Рассвет» в нескольких израильских районах (Нирим, Эйн-ха-Шлоша и Кисуфим) прозвучала воздушная тревога, предупреждающая о ракетном обстреле; все три района расположены на границе с сектором Газа[9].
- 4 ноября
  - Начало 15-й чемпионата Европы по гандболу среди женских команд, который приняли Словения, Черногория и Северная Македония. В турнире выступили 16 сборных[10].
  - Группа исследователей из Университета Миссури определила специфические мутации в вирусе обезьяньей оспы, которые делают его более заразным[11].
  - Ракета Electron частной космической компании Rocket Lab вывела на орбиту мини-спутник MATS шведского Национального космического агентства[12].
- 5 ноября
  - Форвард «Вашингтон Кэпиталз» Александр Овечкин установил рекорд НХЛ по голам в составе одного клуба (787), превысив достижение Горди Хоу, установленное более 50 лет назад[13].
  - 13 человек погибло во время пожара в кафе «Полигон» в Костроме[14].
  - В Польше открылся «I съезд народных депутатов (2022)», в котором приняли участие российские депутаты, избиравшиеся ранее на международно признанных выборах и не поддерживающие войну РФ против Украины[15][16].
  - Депутат Европарламента Жордан Барделла избран председателем партии «Национальное объединение», которую до начала президентской кампании 2022 года возглавляла Марин Ле Пен[17].
  - В Великобритании мигранты устроили беспорядки из-за отключения света и воды[18].
  - Два экологических активиста приклеились в субботу руками к рамам картин «Маха обнажённая» и «Маха одетая» испанского художника Франсиско Гойи в Национальном музее Прадо в Мадриде[19].
- 6 ноября
  - «Хьюстон Астрос» в шести матчах обыграли команду «Филадельфия Филлис» и во второй раз в своей истории стали победителями Мировой серии[20].
  - Ронни О’Салливан стал победителем турнира по снукеру «Чемпион чемпионов»[21].
  - По меньшей мере 38 человек пострадали в результате пожара в жилой высотке на Манхэттене (Нью-Йорк)[22].
  - В Риме прошёл[23] «марш мира», в ходе которого итальянцы потребовали прекратить поставки оружия на Украину[24].
  - В Танзании рухнул в озеро Виктория пассажирский самолёт ATR 42. На борту находилось 53 человека, 19 погибли[25].
- 7 ноября
  - Французская теннисистка Каролин Гарсия выиграла итоговый турнир WTA[26].
  - Нападающий клуба «Эдмонтон Ойлерз» Коннор Макдэвид сыграл свой 500-й матч в НХЛ, по итогам которых набрал 724 очка (252+472), это шестой показатель в истории лиги и лучший в XXI веке[27].
  - Учёные обнаружили семь новых пещер на территории Крыма в 2022 году[28].
  - Австралийские учёные обнаружили новую экосистему в Индийском океане; специалистам удалось найти ранее неизвестную огромную гору, которая находится на побережье Кокосовых островов[29].
- 8 ноября
  - В Великобритании добровольцам впервые ввели искусственно выращенные в лаборатории клетки крови[30].
  - Беспилотный грузовой космический корабль Cygnus испытывает сложности с раскрытием одной из двух солнечных антенн, сообщили в НАСА[31].
  - Более 80 британских туристов, отдыхавших в Кабо-Верде, заразились кишечной инфекцией в 5-звёздночном отеле[32].
- 9 ноября
  - 60-летний снукерист Джимми Уайт, шестикратный финалист чемпионатов мира, квалифицировался в основную часть чемпионата Великобритании впервые за 12 лет. Уайт стал самым возрастным игроком, квалифицировавшимся на турнир с 1993 года[33].
  - Заместитель и. о. губернатора оккупированной Херсонской области Украины Кирилл Стремоусов погиб в ДТП[34].
  - Археологи в районе Александрии (Египет) нашли туннель длиной более 1300 метров, который возможно ведёт к гробнице царицы Клеопатры[35].
  - Короля Великобритании Карла III и королеву-консорта Камиллу забросали яйцами во время прогулки в районе ворот Миклгейт-Бара по Йорку[36].
  - Беспорядки произошли в центре Афин во время шествия участников всеобщей забастовки[37].
  - Расшифрована древнейшая в мире буквенная надпись, она написана на ханаанском языке[38].
- 10 ноября
  - На Украине подразделениями ВСУ освобождено село Чернобаевка[39].
  - Исполнительный комитет Международного союза биатлонистов (IBU) отменил первый этап Кубка IBU в норвежском Шушене из-за нехватки снега[40].
  - Экоактивистки из движения Letzte Generation («Последнее поколение») в знак протеста против использования ископаемых видов топлива приклеили свои ладони к постаменту, на котором располагается скелет динозавра в венском Музее естествознания[41].
- 11 ноября
  - Украина вернула Херсон — единственный областной центр, оккупированный Россией в ходе вторжения на Украину.
  - Учёные восстановили лицо единственной мумии беременной женщины Древнего Египта[42].
- 12 ноября
  - В Китае зарегистрировали за сутки наибольшее с конца апреля 2022 года количество случаев COVID-19 — 11 950 новых заражений[43].
  - Китайский космический корабль «Тяньчжоу-5» осуществил рекордно быструю стыковку с орбитальной станцией КНР[44].
  - 20 человек погибли и 16 получили ранения в результате падения автобуса в речной канал на севере Египта, в провинции Дакахлия[45].
  - Катастрофа на авиашоу в Далласе — столкнулись и разбились два самолёта времён Второй мировой войны: Boeing B-17 Flying Fortress и Bell P-63 Kingcobra. Все шесть членов экипажей погибли[46][47].
  - В возрасте 92 лет скончался основатель вертолётной компании Robinson Франклин Дэвис Робинсон[48].
- 13 ноября
  - В Турине на арене «Пала Альпитур» начался итоговый турнир ATP[англ.], в котором выступили 8 лучших теннисистов по рейтингу в одиночном разряде и 8 лучших по рейтингу пар[49].
  - Центровой клуба «Филадельфия Севенти Сиксерс» Джоэль Эмбиид стал вторым игроком НБА в XXI веке, набравшим суммарно более 100 очков за два подряд матча[50].
  - В центре Стамбула, на одной из главных туристических улиц Истикляль, произошёл теракт, в результате которого 6 человек погибли и 81 пострадал[51].
- 14 ноября
  - Талибы, оказавшиеся у власти в Афганистане в минувшем году, заявили о введении в стране суда по шариату[52].
  - Число случаев COVID-19 в мире превысило 635 млн[53].
  - В Канаде две активистки экологического движения Stop Fracking Around облили кленовым сиропом картину канадской художницы Эмили Карр «Пни и небо»; инцидент произошёл в художественной галерее Ванкувера[54].
  - Правительство Наварры официально сообщило об обнаружении «руки из Ирулеги» — древнейшего из известных письменных памятников протобаскского языка[55].
- 15 ноября
  - Румынская гандболистка Кристина Нягу стала лучшим бомбардиром в истории женских и мужских чемпионатов Европы, проходящих с 1994 года[56]. После вылета сборной с турнира 34-летняя Нягу заявила, что это был её последний чемпионат Европы[57].
  - Дональд Трамп объявил о своём выдвижении в президенты США на выборах, которые пройдут в 2024 году[58].
  - Население Земли, по расчётным данным ООН, достигло 8 миллиардов человек[59]. 8-миллиардным жителем некоторые журналисты назвали новорожденных из Мартуни Гегаркуникской области Армении[60], Манилы на Филиппинах[61], Доминиканской Республики[62].
  - Между Россией и Монголией достигнута договорённость о подготовке первой монгольской женщины-космонавта[63].
  - Группа исследователей из Национального института информационных и коммуникационных технологий (NICT, Япония) установила новый мировой рекорд скорости передачи данных с использованием 55-модового оптического волокна стандартного диаметра; путём кодирования информации в 180 световых волнах разной длины и последующего мультиплексирования они добились скорости в 1,53 петабит в секунду[64].
  - Российские войска выпустили по Украине около сотни ракет. Из-за упавшей ракеты в польском селе Пшеводув произошёл взрыв, погибло два человека. Принадлежность ракеты российской или украинской стороне остается спорной[65].
- 16 ноября
  - На острове Бали в Индонезии завершился саммит G-20[66].
  - Состоялся первый успешный пуск сверхтяжёлой ракеты-носителя SLS с беспилотным космическим кораблём «Орион» в рамках лунной программы Артемида[67].
  - Космодром «Корнуолл» получил первую в истории Великобритании лицензию для космических запусков[68].
  - По меньшей мере 10 человек получили травмы в результате взрыва газа в центре Стамбула[69].
  - В Иране в результате стрельбы погибли 4 человек, ещё 6 получили травмы[70].
- 17 ноября
  - Власти США объявили о подозрении двух россиян в управлении теневой онлайн-библиотекой Z-Library, о разгроме которой заявлялось в начале ноября. Они арестованы, министерство юстиции США заявляет о нарушении закона сразу по нескольким пунктам[71].
  - Военное правительство Мьянмы сообщило о планах освободить почти 6000 заключенных, в том числе около 600 женщин и ряд иностранных граждан[72].
  - Не менее 20 человек погибли при пожаре в палестинском городе Джабалия в секторе Газа[73].
  - По меньшей мере 5 человек погибли и 15 пострадали в результате взрыва газового баллона в иракском городе Сулеймания; в результате инцидента рухнуло 3 здания[74].
- 18 ноября
  - Мужская сборная Испании по баскетболу впервые в истории возглавила рейтинг ФИБА, созданный в 2010 году. Ранее лидером бессменно была сборная США[75].
  - FIFA за два дня до старта чемпионата мира запретила продажу алкоголя на территории стадионов[76].
- 19 ноября
  - Обладатель «Золотого мяча», форвард сборной Франции Карим Бензема объявил, что пропустит чемпионат мира по футболу из-за травмы левого бедра[77].
  - В аэропорту Лимы погибли 2 пожарных в результате столкновения самолёта и автомобиля на взлётной полосе[78].
  - В результате взрыва в жилом доме в Тымовском (Сахалинская область, Россия) погибли 10 человек[79].
  - Во Всеволожском районе Ленинградской области между микрорайоном Бернгардовка и посёлком Ковалёво в болотистой, труднодоступной местности произошёл взрыв на 782 км магистрального газопровода «Белоусово — Ленинград». Пожарные и спасатели ликвидировали возникший пожар. Следственный комитет РФ заявил, что решает вопрос о возбуждении уголовного дела о нарушении требований промышленной безопасности[80].
- 20 ноября
  - Касым-Жомарт Токаев, возглавляющий Казахстан с 2019 года, победил на внеочередных президентских выборах, набрав более 81 % голосов[81].
  - В Катаре начался чемпионат мира по футболу. Турнир является последним, в котором принимают участие 32 сборные[82].
  - Женская сборная Норвегии по гандболу завоевала золото чемпионата Европы 9-й раз за 15 турниров. Лучшим игроком признана норвежка Хенню Рейстад, лучшим бомбардиром стала норвежка Нора Мёрк[83][84].
  - Сербский теннисист Новак Джокович выиграл итоговый турнир ATP шестой раз за карьеру, повторив рекорд Роджера Федерера. За весь турнир Джокович в пяти матчах проиграл только один сет. В парном разряде победителями стали американец Раджив Рам и британец Джо Солсбери[85].
  - В ОАЭ завершился сезон «Формулы-1»[86].
  - В пожаре площадью 2500 м² на цветочном складе на Комсомольской площади в Москве погибли 7 человек[87].
  - 5 человек погибли, ещё 18 пострадали в результате стрельбы в ночном клубе в американском штате Колорадо[88].
  - На Камчатке началось извержение Ключевского вулкана; по данным научных наблюдений, оно может продлиться от нескольких недель до нескольких месяцев[89].
  - В Экваториальной Гвинее действующий президент в шестой раз переизбрался[англ.] на новый срок, а правящая партия получила все места в парламенте и муниципалитетах[90][91].
- 21 ноября
  - Землетрясение на западе острова Ява в Индонезии магнитудой 5.6 унесло жизни более 260 человек, ещё по меньшей мере 151 человек числятся пропавшими без вести, более 1500 ранены[92][93][94].
  - В результате падения самолёта Piper в колумбийском городе Медельин на жилые дома погибли 8 человек, находившихся на борту самолёта; данных о жертвах и пострадавших на земле пока не поступало[95].
  - В результате наводнения в Албании погибли по меньшей мере 2 человека, более 130 человек эвакуированы[96].
  - Вышел финальный 24-й эпизод 11-го сезона сериала «Ходячие мертвецы», он завершил длившийся 12 лет проект[97].
- 22 ноября
  - Сборная Саудовской Аравии по футболу сенсационно победила сборную Аргентины на чемпионате мира (2:1), прервав 36-матчевую беспроигрышную серию южноамериканцев[98].
  - Наташа Пирц-Мусар одержала победу во втором туре президентских выборов в Словении[99].
  - У побережья мексиканского штата Нижняя Калифорния произошло землетрясение магнитудой 6.0[100].
  - 6 человек погибли и еще 4 получили ранения во время массовой стрельбы в супермаркете Walmart в городе Чесапике, штат Виргиния, (США).[101]
- 23 ноября
  - Вторжение России на Украину:
    - Россия обстреляла десятками ракет объекты инфраструктуры на территории Украины, в результате были отключены все украинские АЭС, полностью без электроснабжения остались Киевская, Одесская и Черниговская области. Без электричества остался также Кишинёв и ряд других населённых пунктов в Молдавии[102].
    - По меньшей мере 6 человек (все гражданские лица) погибли в результате последних ракетных ударов, в том числе 3 в жилом доме в Вышгороде, Киевская область, где еще 15 человек получили ранения. Мэр Киева Виталий Кличко сообщил, что 21 из 31 ракеты, нацеленной на Киев, были перехвачены до того, как они достигли своих целей[103].
    - Европейский парламент принял резолюцию о признании России государством — спонсором терроризма и государством, использующим средства терроризма[104].

  - Палестино-израильский конфликт: двойной теракт в Иерусалиме, 16-летний израильско-канадский подросток погиб и еще 22 получили ранения в результате взрывов на двух автобусных остановках в Иерусалиме[105][106][107].
  - Конфликт в Афганистане: по меньшей мере 5 человек погибли в результате массовой стрельбы в мечети в Кабуле, Афганистан[108].
  - Конфликт в Киву: Демократическая Республика Конго и Руанда согласились на прекращение огня с 25 ноября и «немедленный вывод повстанцев Движения 23 марта из оккупированных районов».[109]
  - Тайконавт Чэнь Дун установил рекорд КНР по пребыванию в космосе, проведя на станции Тяньгун более 200 дней[110].
  - В балтийском янтаре нашли древнейшего муравья-кочевника возрастом 35 млн лет[111].
  - В Китае началась забастовка на крупнейшем заводе, производящем технику Apple[112].
- 24 ноября
  - 37-летний Криштиану Роналду стал первым в истории футболистом, забивавшим на 5 чемпионатах мира (2006, 2010, 2014, 2018, 2022)[113].
  - По меньшей мере 4 школьника ранены в результате стрельбы в американском городе Филадельфия недалеко от учебного заведения[114].
  - Экоактивисты в Берлине пробрались на взлётно-посадочную полосу аэропорта и позировали с транспарантами; из-за инцидента аэропорт временно закрыл две ВПП[115].
  - Китайский космический телескоп Kuafu-1 передал на Землю первое изображение Солнца с момента своего запуска[116].
  - В Алжире 49 человек приговорили к казни за линчевание мужчины, ещё 22 человека получили различные тюремные сроки[117].
  - Государственная дума единогласно приняла закон о всеобъемлющем запрете ЛГБТ-пропаганды в России[118].
- 25 ноября
  - Федеральная комиссия по коммуникациям США запретила использование оборудования связи и средств видеонаблюдения производства китайских компаний Huawei и ZTE[119].
  - По меньшей мере 10 человек погибли и 9 пострадали при пожаре в многоэтажке на северо-западе Китая[120].
  - Министерство юстиции РФ внесло в реестр физических лиц, выполняющих функции иноагента, 6 человек, в том числе экс-мэра Екатеринбурга Евгения Ройзмана и адвоката Илью Новикова[121].
- 26 ноября
  - Правящая партия потерпела сокрушительное поражении на местных выборах на Тайване, её председатель ушла в отставку[122][123]. Из-за низкой явки на проходившем одновременно конституционном референдуме[англ.] не было поддержано предложение голосовать на выборах с 18 лет вместо 20[124].
- 27 ноября
  - Мастер спорта по самолётному спорту, абсолютный чемпион мира (2006 г) Александр Курылев погиб в результате крушения вертолёта Robinson R66 в Тверской области, вместе с ним погиб его брат Дмитрий[125].
  - Жители Шанхая вышли на демонстрацию против антиковидных ограничений, введённых на территории Китая[126].
- 28 ноября
  - Европейская организация по ядерным исследованиям (ЦЕРН) остановила работу Большого адронного коллайдера за две недели до первоначально запланированной даты[127].
  - По утверждениям властей, в Европе разгромлен огромный наркокартель, который мог контролировать треть поставок кокаина. Часть подозреваемых задержана в Дубае[128][129].
- 29 ноября
  - В финском Контиолахти начался Кубок мира по биатлону 2022/2023[130].
  - В метеорите, найденном в Сомали, были обнаружены два минерала, которые никогда раньше не встречались на Земле[131].
  - Группа учёных из Германии, России и Франции заявила, что им удалось оживить вирус, который был погребён во льдах Сибири 48,5 тысяч лет назад[132][133].
  - В Анталье из-за ливней начались наводнения[134].
  - В Иране в результате ДТП со студенческим автобусом пострадали 15 человек, водитель автобуса погиб[135].
  - Китай успешно осуществил запуск пилотируемого корабля «Шэньчжоу-15» к национальной космической станции «Тяньгун»[136].
  - Власти Индонезии утвердили пять новых приоритетных туристических направлений помимо солнца, моря и пляжей Бали[137].
  - Сенат США одобрил законопроект о защите однополых и межрасовых браков в стране.[138]
- 30 ноября
  - В Суражском районе Брянской области после атаки неизвестных беспилотников на комбинат Росрезерва «Слава» загорелись 3 резервуара с топливом[139].
  - Действующие чемпионы мира по футболу, сборная Франции, впервые с 2014 года проиграла матч в рамках чемпионата мира[140].
  - Бывший председатель КНР Цзян Цзэминь скончался в возрасте 96 лет[141].